# Sauveté

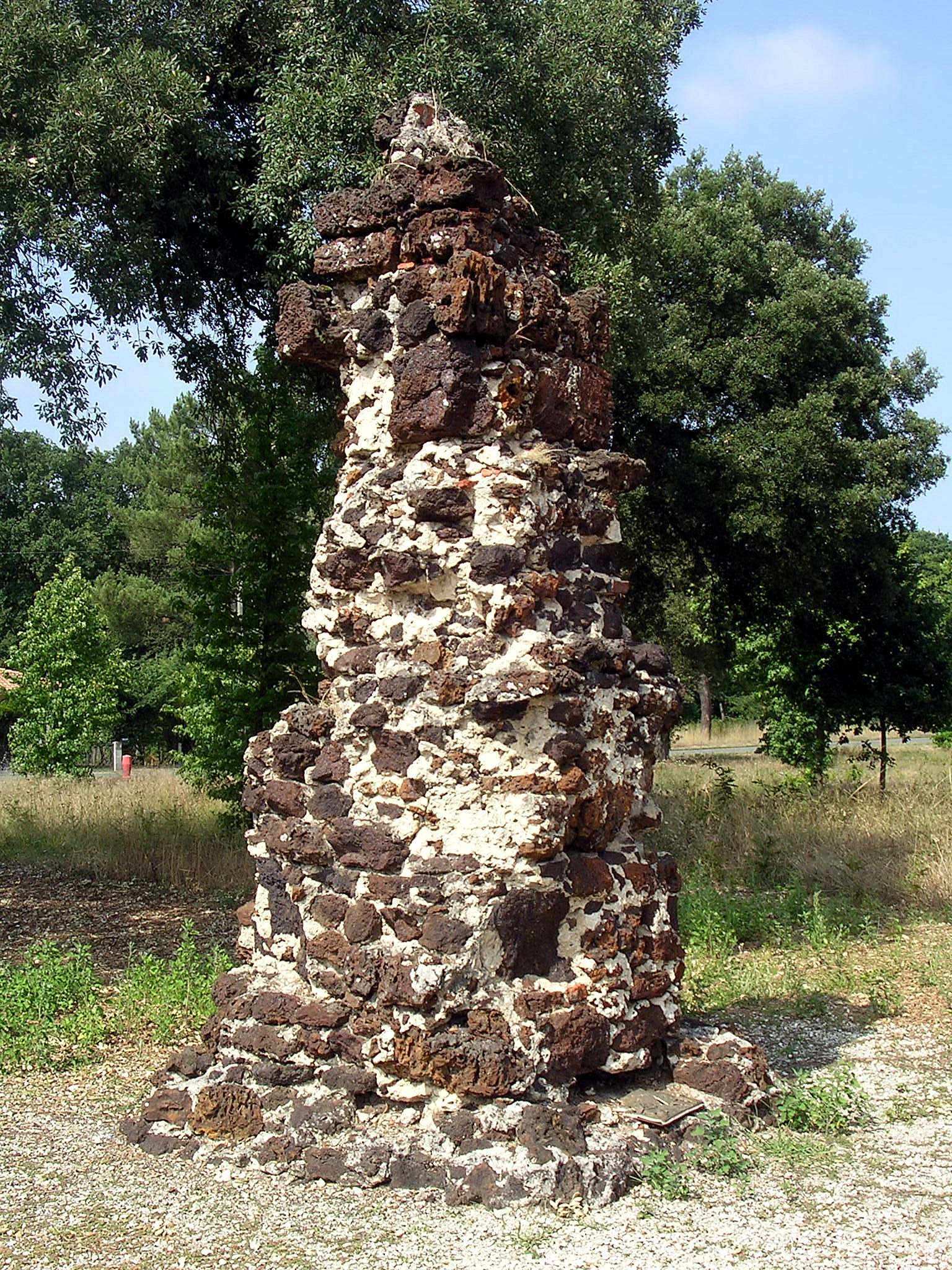
Pyramide de la sauveté de Mimizan en garluche, érigée en 1009

Une sauveté était, dans le Sud du royaume de France au Moyen Âge, une zone de refuge établie autour d'une église et délimitée par plusieurs bornes définissant un périmètre à l'intérieur duquel il était interdit de poursuivre les fugitifs.
En latin, langue administrative du Moyen Âge, « sauveté » se disait salvitas, mot utilisé seulement à partir de 1270. Auparavant était employé le mot frangitas attesté dès le XIe siècle (1009-1032).
Le mot « sauveté » se dit salvetat en occitan classique et en languedocien méridional, sauvetat en gascon, en limousin ou en provençal.
On retrouve dans la toponymie actuelle les mots Sauveté et Salvetat, mais aussi le mot Sauveterre, toponyme fréquent.

## Présentation
Les sauvetés étaient des zones d'extraterritorialité, protégées par l'Église catholique et dans laquelle la loi de l'homme ne s'appliquait plus.
Ces espaces de liberté, constituant des zones de refuge délimitées par plusieurs bornes autour d'une église, sont à l'origine de bourgades rurales créées dans le Midi de la France à l'époque des grands défrichements, entre le XIe et XIIe siècles. Créées à l'initiative de l'Église dans le cadre du droit d’asile et de l'institution de la Paix de Dieu, elles jouissaient d'une garantie de non-agression.
Le mouvement communal en France prend de la vigueur et se développe dès le XIe siècle. Un inventaire des sauvetés montre que leur création en Gascogne s'échelonne de 1027 à 1141.
Les sauvetés ont d'abord une fonction colonisatrice et de mise en valeur des terres. Lieu d'asile placé sous le contrôle d'une abbaye, d'un monastère ou d'un prieuré, elles deviennent au XIe siècle un lieu franc où l'immunité de l'individu est respectée. Considérées comme un prolongement permanent de la trêve de Dieu, elles offrent aux populations, à leurs biens et au travail de la terre, la « securitas », en frappant d'anathème ceux qui la brisent.
Véritables villages neufs, elles ont pour objectif d'attirer et de fixer des populations agricoles afin d'occuper et de développer des régions essentiellement désertes. Le territoire de la sauveté est divisé en casaus (enclos à bâtir avec jardin) et en terres labourables.
Les moines multiplient ainsi les enclos sacrés balisés par des bornes en pierre appelées « pyramides de sauveté » et surmontées de croix. De telles initiatives favorisent l’éclosion de nombreux villages, attirant parfois vagabonds mais surtout paysans du voisinage, qui cherchent refuge contre la violence des guerres féodales. Ces colons (poblants) se voient offrir des libertés (libertas).
Les sauvetés du Sud-Ouest de la France ont eu un double rôle, celui de peuplement et de mise en valeur de terres encore vierges, mais également celui d'étapes sur les chemins de Saint-Jacques-de-Compostelle. Durant les XIIIe et XIVe siècles, les bastides constitueront à leur tour des villes nouvelles dans le Sud-Ouest de la France.

## Exemples de sauvetés
- Abbaye de Saint-Pé-de-Bigorre dans le Hautes-Pyrénées
- Alan, Léguevin et La Salvetat-Saint-Gilles dans la Haute-Garonne
- Aurillac (abbaye avec sauveté créée entre quatre croix en 885 par Géraud d'Aurillac) dans le Cantal
- Lormont, dont la moitié nord devint une sauveté des archevêques en 1152
- Bougue, Lüe, Mimizan et Saint-Girons dans les Landes
- Nogaro dans le Gers en
- Saint-Nicolas-de-la-Grave en Tarn-et-Garonne
- Sauveterre-de-Comminges dans la Haute-Garonne
- Villefranque, anciennement Saint-Martin-de-Basters, dans les Pyrénées-Atlantiques
- Villeneuve dans l'Aveyron
- La Salvetat-Peyralès dans l'Aveyron

## Liste de toponymes
- Causse de Sauveterre, dans la Lozère
- La Salvetat-sur-Agout, dans l'Hérault
- La Salvetat-Saint-Gilles, en Haute-Garonne
- Saint-Martin-la-Sauveté, dans la Loire
- La Sauvetat-du-Dropt, en Lot-et-Garonne
- La Sauvetat-de-Savères, en Lot et Garonne
- Sauveterre-de-Béarn, dans les Pyrénées-Atlantiques
- Consulter la page d'homonymie Sauveterre

## Galerie

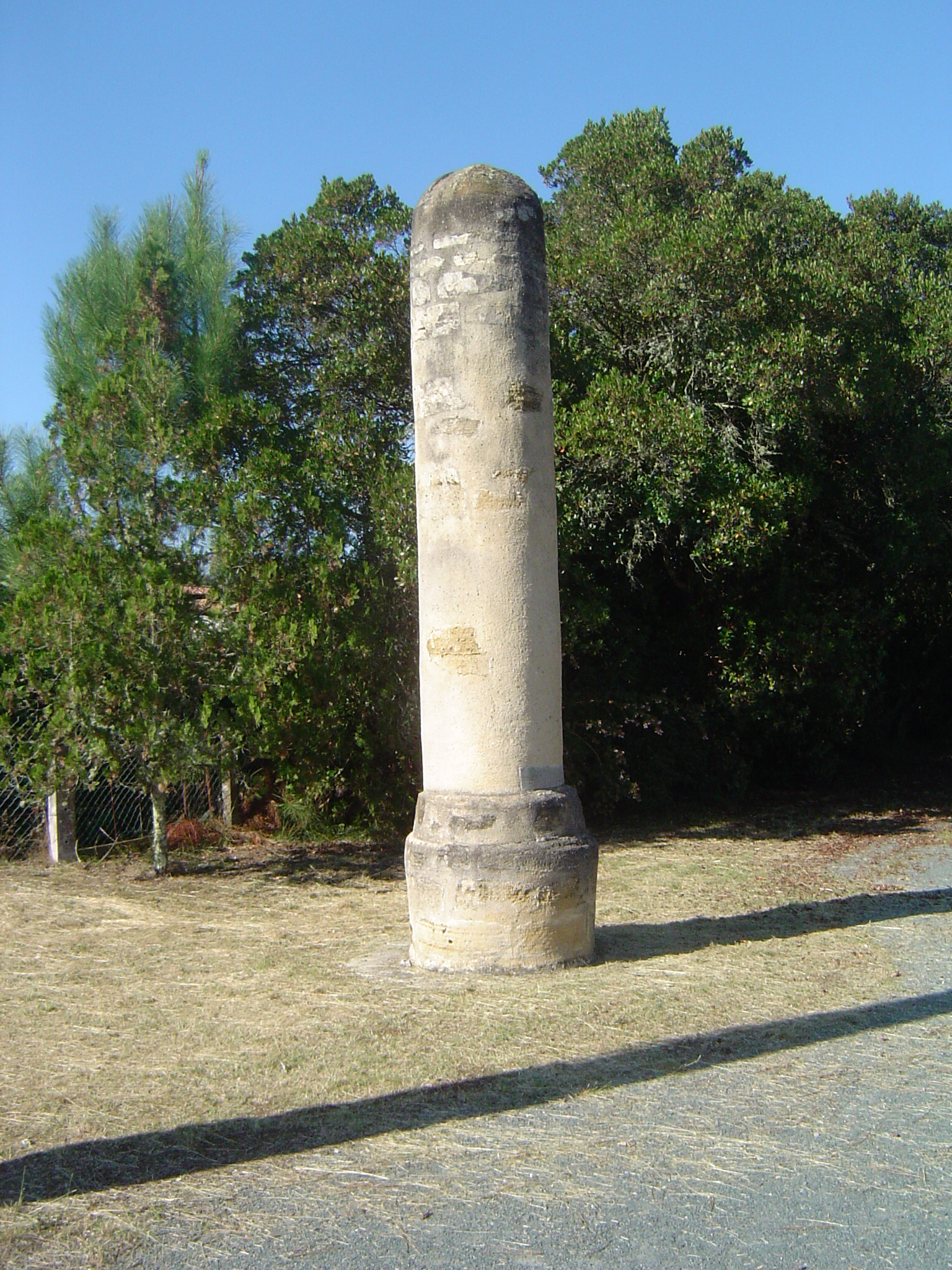
Borne de sauveté de Saint-Girons.
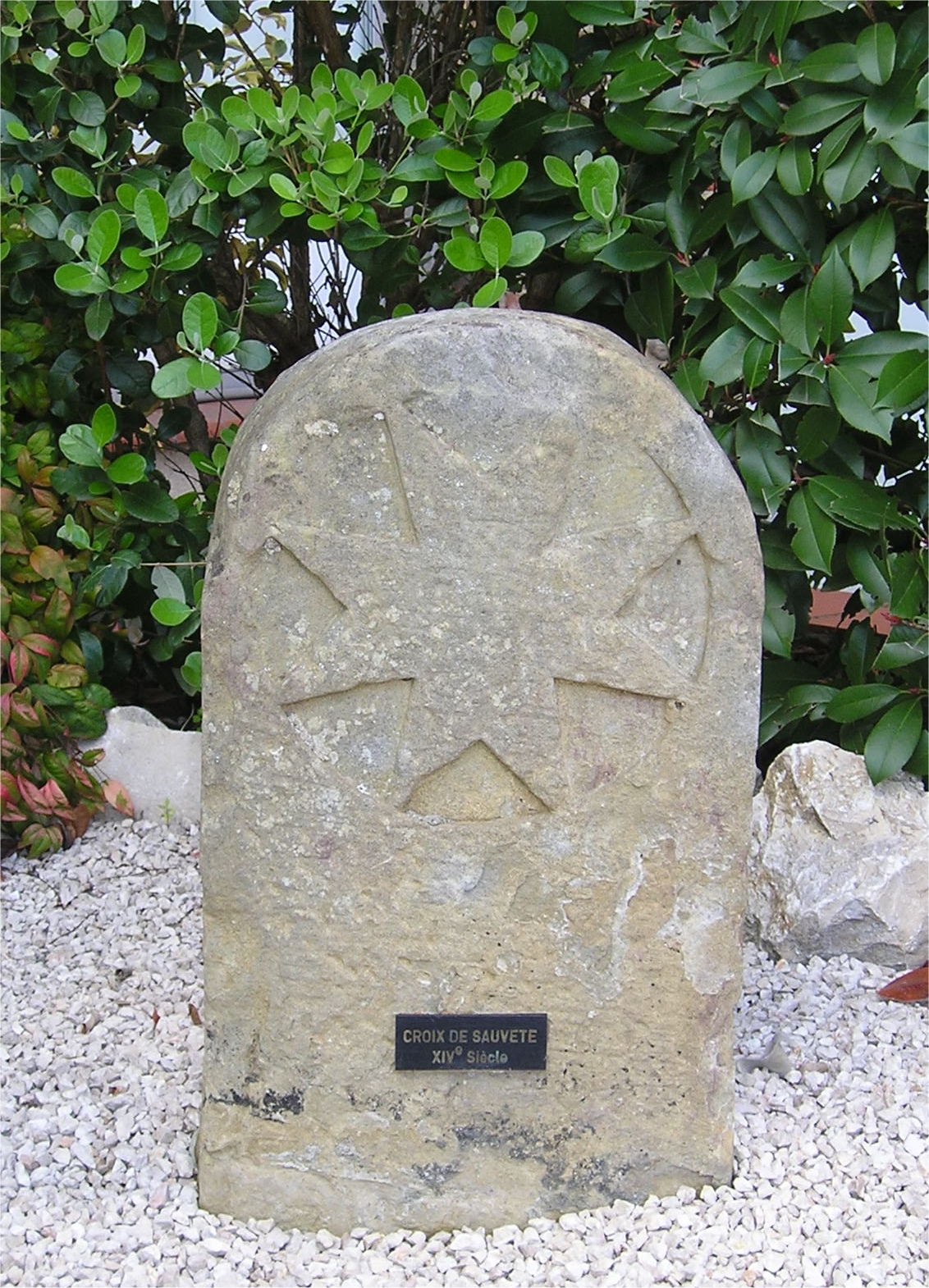
Croix de sauveté de Léguevin.
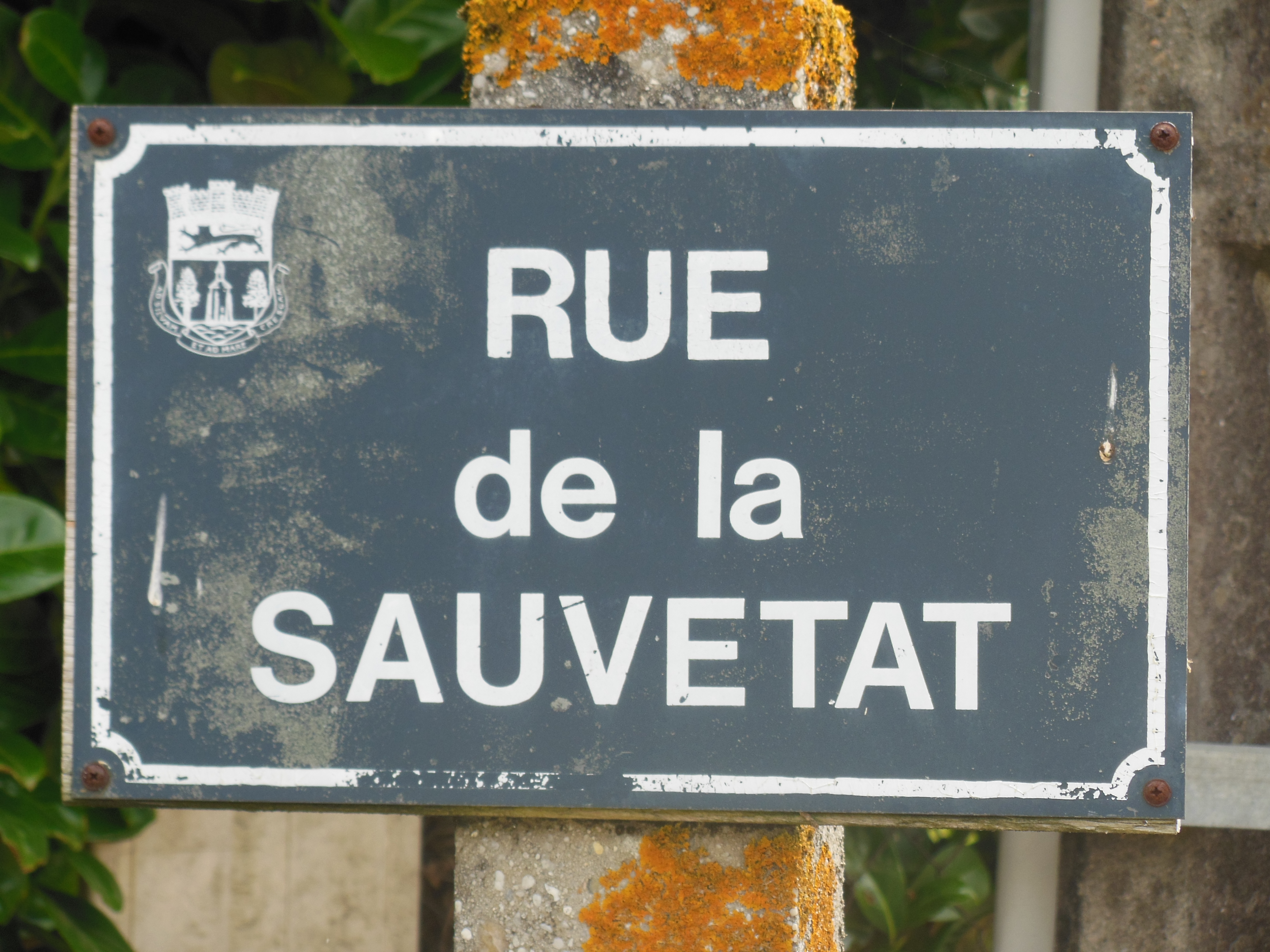
Rue de la Sauvetat à Mimizan.
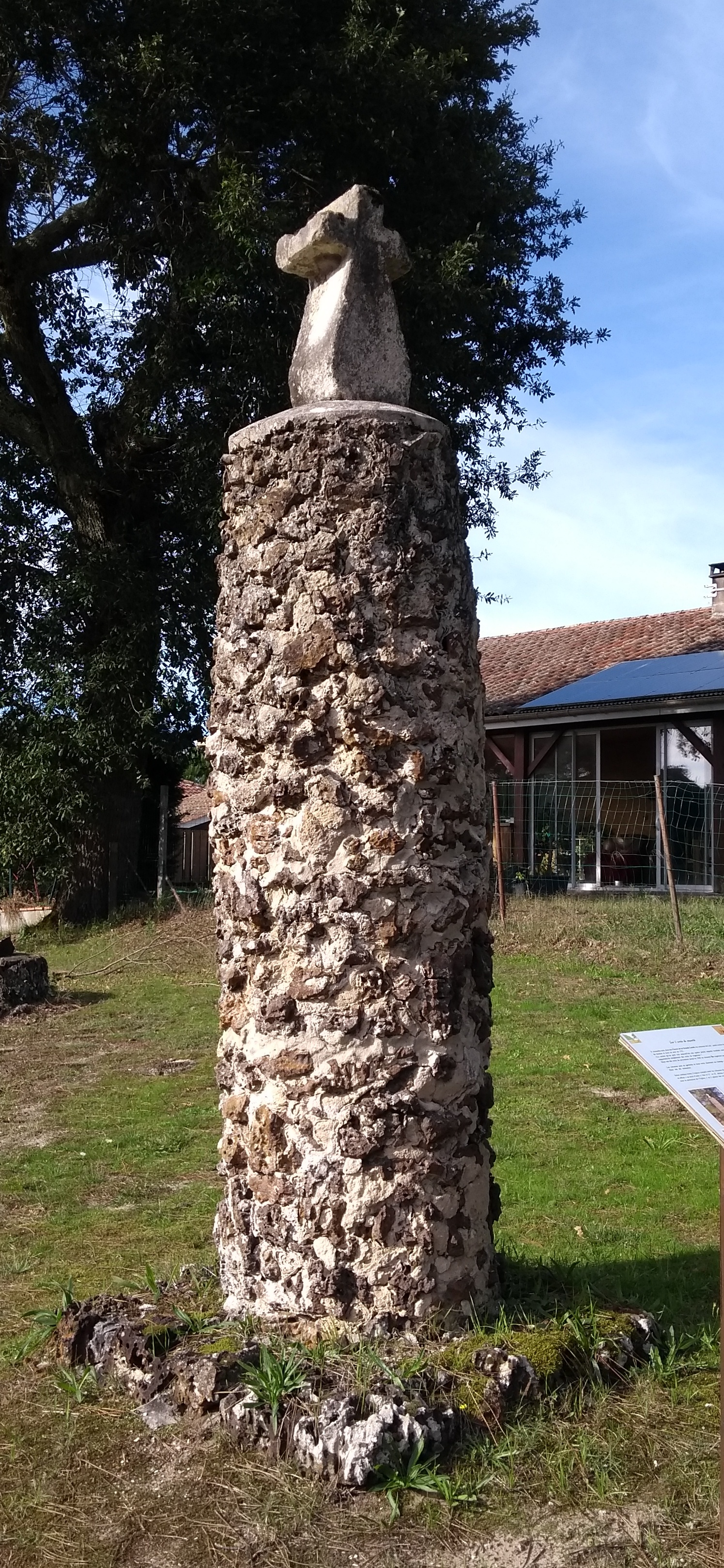
Une des trois bornes de sauveté de Lüe et sa croix.
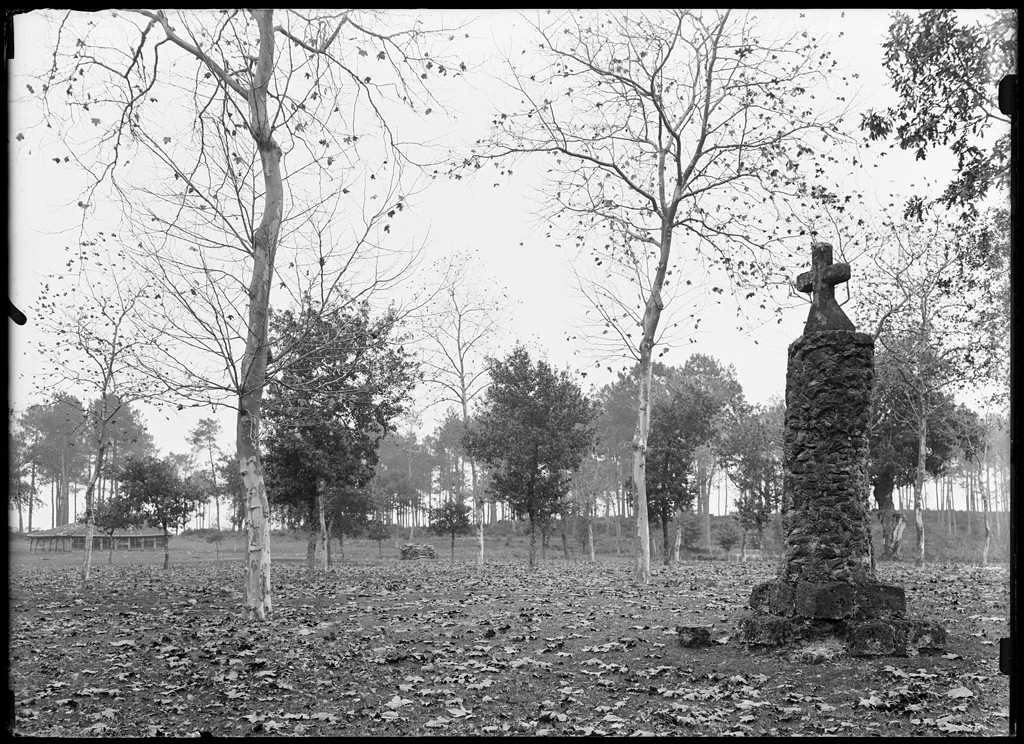
Borne de sauveté près d'Ipourt (commune de Lüe), photographiée par Félix Arnaudin en 1913.